# L'Heure du wub
L'Heure du wub (titre original : Beyond Lies the Wub) est la huitième nouvelle écrite par l'écrivain de science-fiction Philip K. Dick, et la première qu'il publia, en juillet 1952 dans la revue Planet Stories. La nouvelle a été ultérieurement publiée dans Beyond Lies the Wub.

## Résumé
Lors d'un ravitaillement, un vaisseau embarque un wub, animal ressemblant à un porc de grande taille. Alors qu'il était destiné au repas de l'équipage, il apparaît que le wub est un animal télépathe, doué d'une solide instruction littéraire.